# Скворцов, Сергей Иванович
Серге́й Ива́нович Скворцо́в (1906, деревня Вашаки Тульского уезда Тульской губернии — 1953, Ленинград) — советский гидрограф, исследователь Арктики. Почётный полярник. Его имя носит бухта острова Земля Александры в архипелаге Земля Франца-Иосифа.

## Биография
Родился в крестьянской семье в Тульском уезде. До 1925 года жил в деревне, затем два года в Киеве, потом два года в Москве и год в Улан-Удэ, работая переплетчиком, рабочим хлебопекарни, строителем. В 1930 году переехал в Ленинград, нашёл работу в типографии «Печатный двор». Окончил рабфак при Ленинградском институте прядильных культур и курсы гидрографов, после чего был командирован в Западно-Сибирское гидрографическое управление в Омске, где возглавлял партию катерного промера.
В 1936 году Скворцова командировали на учёбу в Ленинград в Гидрографический институт, из которого после двух лет обучения отчислили по болезни. Работал на заводе "Русский дизель. В 1941 году, вернулся в гидрографию, став сотрудником Главного управления Северного морского пути.
В 1948 году по заключению медицинской комиссии Скворцов прекратил работу в Арктике и перевелся в Гипроарктикпроект. Через год прошел медкомиссию и вернулся в ГУСМП, где работал старшим гидрографом на гидрографическом судне «Вест» и начальником промерной партии на гидрографическом судне «Яна».
В 1950 году Скворцов уволился окончательно и через три года умер в Ленинграде.

### Географическое открытие
В 1941 году гидрографы Б. И. Лейкин и С. И. Скворцов обнаружили между устьями Лены и Хатанги небольшой островок, который помечался на картах П. С. («положение сомнительно») и С. С. — («существование сомнительно»). В 1945 году, работая на гидрографическом судне «Айсберг», Лейкин подошёл на катере к островку и обследовал его. Низкий, протяженностью более двух километров, островок сложен намытым песком. Отсюда и данное ему название Песчаный.

## Награды
Медаль «За трудовую доблесть».

## Память
Спустя 10 лет после смерти Скворцова в 1963 году  его именем полярными гидрографами названа бухта (бухта Скворцова) на южном берегу острова Земля Александры (Баренцево море, Земля Франца-Иосифа). Название утверждено в 1963 г. Архангельским облисполкомом (Решение № 651).